# عنایت‌الله شاه
عنایت‌الله (۲۰ اکتبر ۱۸۸۸ - ۱۲ اگست ۱۹۴۶)(۲۹ میزان ۱۲۶۷ تا ۲۱ اسد ۱۳۲۵) فرزند حبیب‌الله خان، برادر بزرگتر امان‌الله و نوه عبدالرحمن و داماد محمود طرزی بود. او از ۱۴ تا ۱۷ جنوری ۱۹۲۹ (۲۴ تا ۲۷جدی ۱۳۰۷) به مدت چهار روز پادشاه افغانستان بود، این زمانی بود که برادر کوچکش، امان‌الله، شاه افغانستان، پس از اینکه حبیب‌الله کلکانی و نیروهایش به کابل نزدیک شد، از سلطنت استعفا داده و  او را به جانشینی انتخاب کرده و خودش به قندهار فرار کرد. پس از خروج امان‌الله، کلکانی نامه‌ای به عنایت‌الله فرستاد و از او خواست یا تسلیم شود یا برای جنگ آماده باشد. عنایت‌الله در پاسخ گفت که هرگز در پی سلطنت نبوده و آن را نخواسته است. بنابراین در ۱۷ جنوری ۱۹۲۹ از پادشاهی کناره‌گیری کرد و کلکانی را به عنوان پادشاه اعلام نمود. سپس، نیروی هوایی سلطنتی بریتانیا او را از کابل خارج کرد، عنایت‌الله ابتدا به پیشاور، سپس به قندهار و در آخر به تهران رفت. او باقی عمر خود را در تهران به تبعید گذراند.

### خانواده
عنایت‌الله همانند برادرش امان‌الله با یکی از دختران محمود طرزی ازدواج کرد. همسر او خیریه نام داشت و آن دو ۱۳ فرزند (۸ دختر و ۵ پسر) داشتند: خلیل‌الله (متولد ۱۹۱۰)، روح‌الله (متولد ۱۹۱۱ – درگذشته ۱۹۱۳)، زینب، مستوره، حمیرا، حمیدالله (متولد حدود ۱۹۲۳)، رقیه (متولد ۱۹۱۸)، حمیده (متولد ۱۹۲۰)، خیرالله (متولد ۱۹۲۱)، عصمت‌الله (متولد ۱۹۲۲)، لطیفه (متولد ۱۹۲۳)، انیسه (متولد ۱۹۲۴)، نفیسه (متولد ۱۹۲۵)

در اوت ۱۹۲۹، در جریان جنگ داخلی افغانستان (۱۹۲۸–۱۹۲۹)، شایعاتی در کابل منتشر شد که اسکناس‌هایی با نام عنایت‌الله در میان نیروهای مخالف کلکانی در حال گردش است. برخی این را نشانه‌ای از تلاش او برای بازپس‌گیری تاج و تخت افغانستان دانستند، اما این شایعات خیلی زود فروکش کرد و هیچ اقدامی از سوی او صورت نگرفت. عنایت‌الله تا پایان عمر خود در ایران ماند و در سال ۱۹۴۶ در تهران درگذشت.